# إيهاب خورشيد
إيهاب خورشيد (1939 - 19 سبتمبر 2021)، هو ممثل مصري اشتهرَ خلال فترة الثمانينات بعدما شاركَ في عدّة أعمال منها أولاد الملجأ، صاحب الإدارة بواب العمارة وعودة الهارب.

## المسيرة المهنيّة
بدأت مسيرته المهنية عام 1983 أثناء مشاركته بفيلم «أولاد الملجأ» كما شارك في تقديم 6 أفلام أشهرها فيلم (صاحب الإدارة بواب العمارة، وعودة الهارب) وكانت آخر أعماله فيلم بنت مشاغبة جداً 1991.

## الحياة الشخصية
كان إيهاب خورشيد متزوجًا من الفنانة علا رامي شقيقةُ الفنانة سحر رامي وأنجبا ولدٍ سمّوهُ عمر قبل أن ينفصلا في وقتٍ ما؛ ثم تزوَّج من الفنانة نغم فتوكي ابنة شقيقة الفنانة وردة الجزائرية.

## قائمة أعماله
- تحت الربع
- بنتٌ مشاغبةٌ جداً
- عودةُ الهارب
- على هامش المدينة
- المشاغبون في إجازة نصف السنة
- صاحبُ الإدارة بواب العمارة

## وفاته
تُوفي إيهاب خورشيد يوم الأحد 19 سبتمبر 2021 بعد صراع طويل مع المرض، وذلك عن عُمر 82 عاما.